# 武雄南本線料金所
武雄南本線料金所（たけおみなみほんせんりょうきんじょ）は佐賀県武雄市にある、西九州自動車道の本線料金所。西九州自動車道佐世保方面のみで出入り可能な武雄南ICが併設されている。武雄JCTを通過して長崎自動車道から西九州自動車道へ入るか、あるいは逆に西九州自動車道から長崎自動車道に入る場合にここでいったん料金を精算する。
正確には本料金所を境に武雄JCT方面が高速自動車国道、佐世保みなとIC方面が一般国道自動車専用道路となる。

## 接続する道路
- E35 西九州自動車道（1番）

## 料金所
ブース数：6

### 武雄JCT方面
- ブース数：3
  - ETC専用：２
  - 一般：１

ここで、波佐見有田～武雄南の料金を支払い、長崎自動車道の通行券を受け取る。ETC車は無線通行が可能である。

### 佐世保みなと方面
- ブース数：4
  - ETC専用：２
  - 一般：２

ここで、長崎自動車道方面からの通行券を渡し、武雄南までの料金と武雄南～波佐見有田の料金を合算して支払う。ETC車は無線通行が可能である。

## 歴史
- 1989年11月30日：波佐見有田IC - 武雄南IC間開通と同時に設置。

## 隣
E35 西九州自動車道
(2) 波佐見有田IC - 武雄南TB - (1) 武雄南IC - (6) 武雄JCT

## 特記事項
- 2007年3月9日、当料金所のETCのソフトウェアの設定ミスにより通行記録が登録されなかったために、出口の料金所で料金の支払いができずにバーが閉まり、一部の車両が損傷するというトラブルが発生した。
- 長崎自動車道本線と西九州自動車道本線を利用する場合は有人の料金所で精算（ETCは無線通行が可能）することになるが、武雄南ICから利用した場合は無人の自動収受機で精算（ETCは無線通行が可能）することになる。